# Saché
Saché és un municipi francès, situat al departament de l'Indre i Loira i a la regió de Centre – Vall del Loira. L'any 2007 tenia 1.207 habitants.

## Demografia

### Població
El 2007 la població de fet de Saché era de 1.207 persones. Hi havia 483 famílies, de les quals 126 eren unipersonals (80 homes que vivien sols i 46 dones que vivien soles), 151 parelles sense fills, 202 parelles amb fills i 4 famílies monoparentals amb fills.
La població ha evolucionat segons el següent gràfic:
Habitants censats

### Habitatges
El 2007 hi havia 555 habitatges, 480 eren l'habitatge principal de la família, 47 eren segones residències i 29 estaven desocupats. 509 eren cases i 41 eren apartaments. Dels 480 habitatges principals, 365 estaven ocupats pels seus propietaris, 104 estaven llogats i ocupats pels llogaters i 10 estaven cedits a títol gratuït; 10 tenien una cambra, 40 en tenien dues, 76 en tenien tres, 140 en tenien quatre i 214 en tenien cinc o més. 427 habitatges tenien, pel cap baix, una plaça de pàrquing. A 174 habitatges hi havia un automòbil i a 275 n'hi havia dos o més.

### Piràmide de població
La piràmide de població per edats i sexe el 2009 era:
| Homes | Edats   | Dones |
| ----- | ------- | ----- |
| 0     | 95 o +  | 0     |
| 8     | 90 a 94 | 0     |
| 8     | 85 a 89 | 16    |
| 4     | 80 a 84 | 8     |
| 20    | 75 a 79 | 12    |
| 16    | 70 a 74 | 28    |
| 12    | 65 a 69 | 28    |
| 32    | 60 a 64 | 36    |
| 28    | 55 a 59 | 36    |
| 44    | 50 a 54 | 40    |
| 32    | 45 a 49 | 32    |
| 52    | 40 a 44 | 36    |
| 20    | 35 a 39 | 24    |
| 40    | 30 a 34 | 36    |
| 44    | 25 a 29 | 40    |
| 24    | 20 a 24 | 16    |
| 20    | 15 a 19 | 24    |
| 48    | 10 a 14 | 20    |
| 48    | 5 a 9   | 24    |
| 24    | 0 a 4   | 24    |

## Economia
El 2007 la població en edat de treballar era de 792 persones, 620 eren actives i 172 eren inactives. De les 620 persones actives 562 estaven ocupades (313 homes i 249 dones) i 58 estaven aturades (19 homes i 39 dones). De les 172 persones inactives 65 estaven jubilades, 58 estaven estudiant i 49 estaven classificades com a «altres inactius».

### Ingressos
El 2009 a Saché hi havia 502 unitats fiscals que integraven 1.279,5 persones, la mediana anual d'ingressos fiscals per persona era de 18.613 €.

### Activitats econòmiques
Dels 36 establiments que hi havia el 2007, 2 eren d'empreses alimentàries, 1 d'una empresa de fabricació d'altres productes industrials, 15 d'empreses de construcció, 2 d'empreses de comerç i reparació d'automòbils, 3 d'empreses de transport, 3 d'empreses d'hostatgeria i restauració, 1 d'una empresa d'informació i comunicació, 5 d'empreses de serveis, 1 d'una entitat de l'administració pública i 3 d'empreses classificades com a «altres activitats de serveis».
Dels 18 establiments de servei als particulars que hi havia el 2009, 1 era un taller de reparació d'automòbils i de material agrícola, 1 paleta, 6 guixaires pintors, 2 fusteries, 3 lampisteries, 1 empresa de construcció, 1 perruqueria, 2 restaurants i 1 saló de bellesa.
Els 2 establiments comercials que hi havia el 2009 eren fleques.
L'any 2000 a Saché hi havia 26 explotacions agrícoles que ocupaven un total de 1.204 hectàrees.

## Equipaments sanitaris i escolars
El 2009 hi havia una escola elemental.

## Poblacions properes
El següent diagrama mostra les poblacions més properes.